# Cheval du plateau persan
Le cheval du plateau persan est un ensemble de plusieurs races ou types de chevaux élevés dans les zones tribales de l'Iran. 

## Histoire

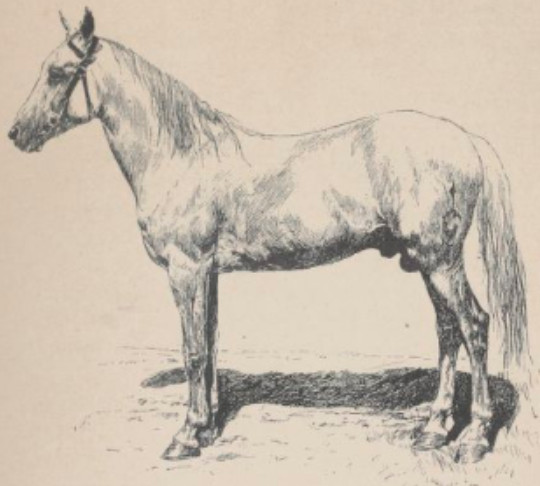
Khamide, un étalon persan de 10 ans, 1.53 m, gris clair légèrement pommelé, aux écuries royales de Saint-Pétersbourg.

Les chevaux de l'actuel Iran sont très proches du cheval arabe, les croisements avec les souches arabes étant nombreux. Une tradition locale veut que le cheval arabe soit d'origine persane.
Le nom « cheval du plateau persan » a été proposé par la société royale du cheval d’Iran en 1978, pour désigner tous les chevaux locaux élevés dans les zones tribales,. Ces animaux généralement d'assez petite taille ont reçu diverses influences indo-européennes. Ils sont élevés par des tribus nomades qui pratiquent en parallèle l'élevage de chameaux, de chèvres, de moutons et d'ânes.
Ils portent différents noms locaux en fonction de la tribu qui les élève : Bakhtiari, Basseri, Qashqai ou Ghashghai, Dareshuri, Dareh-shuri, Darashuri ou Shirazi, et enfin Sistani. Le « Jaf » est parfois inclus au cheval kurde, ou comptabilisé parmi les races du plateau persan. La liste inclut parfois l'Arabe persan.

## Description
En fonction des influences, ils peuvent présenter le type Arabe ou le type Turc. Le profil de tête est cependant plutôt rectiligne, au contraire de celui des chevaux arabes, qui est concave. La taille est généralement réduite, soit 1,42 m à 1,52 m en moyenne. Par rapport au cheval arabe, ils présentent une tête plus étroite et allongée, une encolure plus haute, des membres et un corps plus longs, un corps plus fin et anguleux, mais ils sont fréquemment qualifiés de chevaux « arabes ».
Le Bakhtiari est un cheval de selle léger, toisant environ 1,59 m. Le Dareshuri présente le même type mais il est plus petit, environ 1,52 m, et porte des robes alezanes, baies, bai-brun ou grises. De manière générale, on retrouve ces mêmes robes chez tous les chevaux du plateau persan,.
Ces chevaux sont très frugaux et d'une grande longévité.

## Utilisations
C'est à l'origine un cheval de guerre, excellent sous la selle pour traverser les zones désertiques. Le Darashouri est désormais employé pour le transport.

## Diffusion de l'élevage
Le Bakhtiari est élevé dans le Khouzistan et les régions voisines. Le Basseri, le Darashouri et le Qashqai se trouvent dans la province de Fars. Le Sistani provient de la province du Sistan-et-Baloutchistan, au Sud-Est du pays. Par ailleurs, l'ouvrage Equine Science (4e édition de 2012) le classe parmi les races de chevaux de selle peu connues au niveau international.